# Klopvastheid

iso-octaan

n-heptaan

Klopvastheid is een term waarmee een eigenschap van de brandstof (meestal benzine) voor mengselmotoren (ottomotoren) wordt aangeduid. Het slaat op de mate waarin die brandstof in een brandstof-luchtmengsel kan worden samengeperst (met de daarbij behorende temperatuurverhoging) zonder tot zelfontbranding te komen. Door het onvoorspelbare tijdstip van spontane ontbranding ontstaat een onregelmatige loop van de motor, kloppen of pingelen genoemd, waardoor op den duur schade aan de motor ontstaat. Benzine met een hoge klopvastheid heeft een hoog octaangetal doordat het veel vertakte koolwaterstoffen bevat.
Bij dieselmotoren is spontane ontbranding juist gewenst voor de goede werking.

## Numerieke aanduiding
De klopvastheid wordt meestal aangegeven door het octaangetal, vaak ten onrechte octaangehalte genoemd. Hoe hoger het octaangetal, hoe klopvaster de benzine. Het octaangetal van benzine wordt gemeten door de klopvastheid te vergelijken met een mengsel van het makkelijk ontbrandbare n-heptaan en het moeilijk ontbrandbare iso-octaan (2,2,4-trimethylpentaan). Hierbij geldt per definitie dat de klopvastheid van n-heptaan 0 en die van iso-octaan 100 is. Naarmate het octaangetal hoger is, ontbrandt het gecomprimeerde benzine-luchtmengsel minder gemakkelijk spontaan. Klopvaste benzine laat daardoor een hogere compressieverhouding toe zonder spontaan te ontbranden en kan daarmee hogere motorvermogens leveren. Dit is speciaal van belang voor motoren met een turbocompressor.
Er bestaan brandstoffen die klopvaster zijn dan iso-octaan en dus een hoger octaangetal hebben dan 100. Lpg bijvoorbeeld heeft een klopvastheid van 108-110.

## Verbetering
Om de klopvastheid van benzine te vergroten werd vroeger tetra-ethyllood (TEL) toegevoegd. Deze zeer giftige verbinding verhoogt het octaangetal zeer sterk en daarvoor waren slechts zeer kleine hoeveelheden nodig. Door het immens grote verbruik van benzine vormde TEL echter toch de grootste bron van loodvervuiling van het milieu.
Een tijdje was het moeilijk om een goed alternatief voor TEL te vinden. Benzeen, dat een natuurlijk onderdeel van benzine vormt, heeft een zeer grote klopvastheid en kwam in de periode nadat TEL werd verboden in grotere hoeveelheid in superbenzine voor. Men was echter bang voor de gezondheidsrisico's. Tegenwoordig voegt men methyl-tert-butylether (MTBE) toe aan benzine. Ook deze stof is niet onomstreden, maar wel duidelijk minder gevaarlijk dan benzeen.
In de loop der laatste jaren zijn er steeds meer auto's gekomen die genoegen nemen met normale benzine, die een lagere klopvastheid heeft en minder toevoegingen behoeft.

## Handel
Bij steeds meer tankstations kan men nog alleen benzine in twee soorten tanken, namelijk euro 95 en super 98. Deze laatste is benzine met een hogere klopvastheid. Men tankt liever geen euro 95 in auto's die super 98 nodig hebben, omdat de verbranding in de cilinders onbeheerst zal plaatsvinden en de auto kan gaan pingelen, waardoor er beschadiging kan optreden. Omgekeerd mag wel, maar is duurder en niet nuttig. 
De meeste moderne injectiemotoren zijn uitgevoerd met klop- of pingelherkenning. Zodra er gebruik wordt gemaakt van een brandstof met een lager octaangetal zal het motormanagement bij pingelen ingrijpen. Dit gaat echter gepaard met een vermindering van het rendement.